# 키디 그레이드
키디 그레이드(Kiddy Grade, 일본어: キディ・グレイド)는 인류가 우주에 진출한 약 450년 후를 무대로 한 SF 애니메이션, 소설, 만화이다.
애니메이션과 라디오(사운드 레이어)와 코믹, 소설이 복잡하게 연결되어 있어, 그 모두를 파악하지 않으면 전체모양을 잡을 수 없다고 하는 특수 효과를 집중시키고 있다. 또, 전문 용어가 많은 것도 특징이다. 속편으로서 《키디 걸랜드》가 존재한다.

## 개요
1년 전 기억을 잃어버린 주인공의 소녀 에크렐은 GOTT  '(은하통상관세기구 : Galactic Organization of Trade and Tariffs) 소속 안내원겸' 'ES 멤버 (Encounter of Shadow-work)이다.
파트너의 소녀 류미엘함께 은하 시민의 고유 재산과 권리를 지키기 위해, GOTT 국장 이클립스 명령으로 특수 임무를 수행하고 있다.
이야기가 진행될수록 , 에크렐은 점차 기억을 되찾고, 그로인해 은하 전체를 말려 들게하는 큰 사건으로 이어진다.

## 용어

### 조직
우주 행성 연합
행성 국가 통일 집합체. stars century 0165년 설립.
국가행성연합위원회
정식 이름은 "우주 행성 국가 연합 종합 평의원회 제일 등 의회" 각국 행성 국가 대표 의원으로 구성. 노블즈라고도 불린다.
국가행성연합추축위원회
연합위원회에서 최상위 의사 결정기구. 사실상 은하계의 정치 경제를 지배하고있다. 24명의 위원회 형태로 구성되어 있으므로 전시에는 국방위원이 위원장을 임시로 담당한다. 의사진행은 제적의원 1/3의 과반수 투표로 진행되며 투표진행방식은 과거 의회제도와 유사하다.
GOTT
" 'G' 'alactic' 'O' 'rganization of' 'T' 'rade and' 'T' 'ariffs (은하 통상 관세기구)"의 약칭. 행성 국가 간의 관세 및 무역, 나아가 은하계의 경제를 감시하고 단속하는 기관. 프로덕션 부대는 C 포스, SO 멤버라는 인원으로 구성되어있다. 특별한 사건이 발생할 경우 국장 직속의 극비 요원 (ES 멤버)들이 행동개시한다. 키디그레이드의 주인공 에크렐, 류미엘은 GOTT소속인 ES맴버이다.
C 포스
" 'C' 'onfidential Force'의 약자. GOTT 기사단. 중무장으로 임무수행한다.
SO 멤버
" 'S 'ecurity O fficers"의 약자. 정장 차림으로 임무수행한다.
DFFG
" 'D' 'evelopment 'F und  'F' 'ederation' 'G' 'overnment (연합 정부 개발 기금)"의 약칭. 행성 국가 간의 자본의 유통을 담당하는 기관.
국가행성연합 관리위원회
각 기관의 동향과 활동을 감시 · 단속을 실시 내부 조사 기관. 약칭은 "관리위원회" 암 브레스트가 소속되어있다.
국가행성연합 치안 총국
군첩보부. 행성 국가 간의 동향에 주목하고있다. 치안부대(지상군)을 소유하고 있다.
대외 보안 국원
협회에 소속되지 않은 행성 국가 정보 수집과 그 국가에 기밀 누설을 방지하는 역할을 담당하고있다. 주로 각 부처 장관들 휘하 차관급보조 형태로 이루어진 조직이라 현재의 정부행정부서와 다르게 암묵적으로 차관급 별로 해당 조직을 보유하고 있다. 그 만큼 은하계를 관리하는데 사람이 많이 필요하다는법. .
은하경찰(은하행성연합 입법 통합 경무국)
항성간 관할을 마련하지 않고 경찰권을 행사할 수 있는 유일한 입법 기관.
GCPO
" 'G' 'alactic' 'C' 'riminal P olice O rganization (은하 형사 경찰기구)"의 약자. 행성 국가 간의 상호 협력으로 구성된 경찰기구. 현재의 인터폴과 같은존재로 통상 은하경찰로 불린다. 주로 치안유지가 주목적이므로 우주해적 진압, 은하계 식민지 치안유지, 행성테러, 밀수, 마약단속 등 우주에서 활동한다는 점을 제외하고는 현재의 경찰제도의 연장선이다. 준 군사적 조직이다.
국가행성연합 사법위원회
사법을 담당하는 최고 기관의 하나. 은하 표준법에 따라 활동하고있다. 중앙사법국과 국가행성연합사법 재판소를 안고있다.
로젠펠트 그룹
은하계 전체 금융의 7.14 %를 차지하는 거대 재벌. 현 당주의 사후에는 그 적자 인 티모시가 상속하는 일이되었다. 주로 행성광물개발에 특화된 기업이다.
이야기 종반에서 은하시민과의 융화 정책을 옹호 실행에 옮긴다.
버진 바이러스
은하 전체에서 활동하는 경제범죄조직. 약칭은 "V2" 사실 Nobles 의해 만들어진 조직.

### 메카닉
특수장비함
보통의 함종과 달리 단독 워프가 가능하며, 특수 공격을 대비 우주 함. 대부분은 군용으로 미등록이며 GOTT의 ES 멤버는  '고속 순항 함 '라는 함종에 타고있다.
가드 로봇 (Guard Robot)
ES맴버 한팀에 1대씩배치되는 전용로봇. 그 중에서도 솔리드 쉘 (Solid Shell)  '로 불리는 타입은 특히 고급 AI를 탑재하고있어, 고속 이동 형태 (차량 형태)와 인형 형태 (에스코트 형태)로 변형도 가능하다. 100년 전에 규정 된 이후 제조되어 있지 않지만 현재의 최신 예기를 능가 자랑한다. GOTT 가드 로봇의 절반 이상을 차지한다.
휴머닉 프레임 (Humanic Fram)
불법의 인간형 전투 기체의 총칭. 또한 은하표준법은 완전한 인간형 로봇은 생산 · 소유 · 운영이 금지되어있다.
제네텍 비스트 (Genetech Beast)
짐승의 모습을 한 기계 생물. "제네 텍"은 유전자 기술 (Gene Technology)의 약자. 유전자 수준까지 분자 기계에 의해 재현되고있다.
제네텍 피겨 (Genetech Figure)
사람의 모습을 한 기계 생물. 아르브와 도베르그에 밀조되고, 라이트닝과 트윙클가 이에 해당한다.

### 기타
은하 표준법
우주 행성 연합 헌장에 근거하여 제정 된 범은하에 적용되는 기준법. 법적 구속력이 낮고, 어디 까지나 헌장 같은 것이다. 하지만 과학기술의 연구,제조, 경제적 법적 범위를 기준으로 하고있으며 대량살상무기와 인간형로봇에 대한 규정을 갖추고 있는 국제법적 성격을 띄고 있다.
ES 멤버
" 'E' 'ncounter of s hadow-work member "의 약자. GOTT뿐만 아니라 다른 기관이나 조직에도 존재. 순서대로 G, S, C와 클래스가 나뉘어있다. 직원들은 모든 특수 능력을 가지고 있으며, 이들은 신체가 유전자조작, 의체개조, 사이보그형태로든 다양하게 개조, 진화되었으며 태어날 때부터 직원인 경우와 스카웃으로 들어온 직원인 경우 전쟁중 불구로 인해 생존을 위해 된 경우든 다양한 형태로 구성되어있다.
Nobles
지구에서 태어나서 자란 은하계 상위권력층. 지배 계급에서 수는 10 만명에도 미치지 못하지만, 정치, 경제, 행정, 과학, PMC, 전쟁, 테러 등 돈있고 힘있는 분야에는 다양하게 분포되어 있다. 과거 서기력때 학벌, 지연, 인맥으로 이루어진 집단이다.

## 등장 인물

### 주인공
에크렐 (Éclair)소리 - 나가타 료코
주인공. 밝은 성격의 C 클래스 ES 멤버. 갈색머리와 갈색눈빛이 특징이다.. 평소 GOTT 본부의 프론트를 담당하고있다.
항상 휴대하고있는 립스틱, 벽 등에 그린 선을 근접전투무기로 바꾸는 등 다양한 특수능력을 가졌다. 외모는 20대이지만, 실제로는 훨씬 오랜 시간을 살아 다양한 것에 관여해온 과거가 있다. 한때 GOTT 장관의 양육 어머니로, 평온하게 지내던 시절도 있었다. 과거에 전투 중 외상후 스트레스로 인하여, 기억의 일부를 지웠다. 류미엘과는 초기부터 파트너이며 이후에 이클립스를 만나 팀을 짰다. 다르달노스 사건때 과거의 기억을 찾기 시작하고 Nobles의 민간인 학살에 의한 히스테리로 GOTT와 NObles에 적대적 행동을 취한다. D-command때 암브러스트에 의해 구조되지만 신체생명을 유지하게 의해 지웠던 기억을 완전히 기억하게 된다.그후 GOTT본부를 습격, GOTT 소속 ES맴버들과 경호부대를 패배시키지만 습격시 아르브,도베르브 팀에 사망한다. 나중에 이클립스에 의해 새로운 신체를 얻게 된다. 한때 과거의 기억이 되살아나 괴로움을 겪지만, 과거를 인정하고 현재를 살아가는 것을 결정하여 진정한 G 클래스 능력에 눈을 뜬다. 에필로그에서는 새로운 신체를 얻고 등장한다. GOTT에 들어오기전 과거는 최소 250년으로 소설과 애니를 통해 밝혀졌으며 국가행성연합과 목성연합공화국 전쟁때 군첩보부로 참여 한 것으로 밣혀졌다. 또한 군부에서 전쟁때 알파 ES맴버를 전투투입에 반대한 항명죄로 투옥된 경험이 있으며 신체일 부분의 사이보그화 시절에는 전투헬기 3대정도 파괴할 수 있다.제2차제한 전쟁때는 행성파괴무기 GEOSORTER탄으로 도프행성폭격에 류미엘과 참여하여 수억명을 학살한 과거가 있다.원래 그녀는 폭격을 막으려 하였으나 실패했다. 그래서 그런지 그녀는 GOTT ES맴버시절에는 사람을 생포하거나 부상을 입히지 사살하는데는 주저한다. [XX IV] A 파트 종료 후 아이 캐치는 지금까지 그녀가 얻어 온 모습이 모두 그려져있다.그녀의 취미는 친구들과 찍은 사진을 벽에 붙이는 것이다. 이름은 프랑스어로 천둥번개라는 뜻이다.
등장대사는 "짜잔~~. 류미엘은 그 때마다 "여자아이라면 품격있게 행동 하세요"라고한다. 또한,이 버릇은 스스로 기억을 봉인 한 후 쓰기 시작한 습관으로 과거의 그녀의 모습에서는 볼 수 없다.
파워 (Power)
립스틱을 바르면 평범한 소녀에서 초인적인 신체 능력을 발휘한다. 진정한 힘은 게이지 입자를 조종하는 것으로, 힘탄 (포스 샷)에 의한 원거리 공격도 가능. 주 사용무기는 립스틱을 통해 나오는 리봇을 이용한 근접무기와 발터P99
류미엘(Lumière)
목소리 - 히라노 아야
에크렐의 파트너. 차분한 성격의 C 클래스 ES 멤버. 푸른색머리와 푸른눈동자가 특징이다. 에크렐과 마찬가지로 평소 GOTT 본국의 프론트를 담당하고있다.
도수가 약한 와인을 좋아한다. 항상 휴대하고있는 와인병은 다양한 기능을 갖추었다. 외모는 동안이지만 실제로는 훨씬 오랜 시간을 살아 은하계의 여러 일들에 관여 한 과거를 가진다. 어렸을적 전쟁으로 슬램가에 은신중 에크렐에 의해 구출되었다. 이후에 이클립스도 만나 팀을 짰다. 원래는 G 클래스의 능력을 가지고있다.
에크렐 함께 GOTT 본부를 습격 한 때 아르브,도베르그팀에게 패배하지만 나중에 이크립스에 의해 에크렐과 함께 새로운 신체를 얻는다. 부활 직후 엄청난 데이터 저장량으로 인해 신체가 부작용을 겪는다. 듀카리온과의 결전 때 성장한 모습이 진정한 G 클래스 능력에 눈을 뜬다. 에필로그에서는 더욱 새로운 몸을 받는다. 그녀가 전자전능력을 선택한 이유로는 과거 테러사건때 휴머노이드덕분에 목숨을 건져서인지 그녀의 저택에 가면 수많은 휴머노이드들이 있다. 또한 기계에 애정이 있어 전투순양함 라뮤즈에게 비르베르빈트라는 애칭을 주었다. 과거 제2차한정전쟁때 GEOSORTER탄으로 도프행성폭격에 행성폭격계획당시 에크렐과 참여했다. 그녀의 능력인 전자전으로 폭격을 막을러 하였으나 아이네이아스에서 설정변경이 불가능하게 되어 있어 실패하였다.[XX IV] B 파트 시작의 아이 캐치는 지금까지 그녀가 얻어 온 모습이 모두 그려져있다. 여성으로서의 있어야 몸가짐에 절대 긍지를 가지고 있으며, 사사건건 " '여자아이는 품격있게~ '"라는 대사를 말한다. 애장품은 와인 "샤또 라뚜르" 이름은 프랑스어로 "빛"라는 뜻.
전자전능력 (Puppet)
전자 기기를 자유롭게 조종.
파티클 (Particle)
전자뿐만 아니라 모든 입자를 조종 할 수 있다. 능력이 너무 강력한 나머지 신체에 엄청난 부담이 걸린다.

### GOTT

#### 장관 · 국장
슈발리에 · 도체 토릿슈 (Chevalier d' Autriche)
목소리 - 와카모토 노리오
GOTT의 장관. 에크렐에 성장하였다. 하지만 자신이 Nobles 혈족 이었기 때문에 그녀와 분리되어 버려, Nobles를 혐오하고있다. 에크렐의 재회와 그녀를 Nobles의 지배에서 벗어나게 하기 위해 현재의 지위까지 올랐다. 나중에 GOTT의 범죄행위와 Nobles의 부정부패,PROJECT Deucalion의 목적을 은하계 통신망을 통해 폭로하였다. 아루부의 기습을 당하고 중상을 입어 에크렐일행에 간호를 받다가 숨을 거뒀다.
에필로그에서 수산의 이름을 가진 에크렐의 아들로 환생하게 된다.
이클립스 (Eclipse)
목소리 - 도이 미카
GOTT 본국 국장. 외관은 40 대 전후에 보이지만, 실제로는 훨씬 긴 인생을 살아 은하계의 여러 일들에 관여 한 과거를 가진다. 처음에는 에크렐, 류미엘과 대립하고 있었지만, 후에 동료가 되어 팀을 짰다. Nobles가 민간인진압작전시 에크렐에게 Nobles에 복종할 것을 명령하여 에크렐은 반감을 품고 항명하게 된다. 나중에 에크렐팀에 D-command명령을 내리고 ES멤버를 파견하여 라뮤즈와 도나슈라크를 파괴시키는데 성공하지만
에크렐일행의 GOTT본부 피격시에 아루부팀에게 저격, 행방불명처리된다., 나중에 에크렐에게 새로운 몸을주고 안오/에이오팀의 협력을 얻어, GOTT를 점령한 아루부팀을 격퇴 . 그 후에도 듀카리온과 일체화 한 아르브를 무너뜨리기 위해 분투한다. 애니메이션에서는 그녀가 왜 에크렐을 살려주었는지 알 수가 없다. 에크렐팀에게 부여한 임무 대부분이 과거 GOTT의 범죄행위와 Nobles의 부정부패와 관련된 점을 미루어 보아 슈발리에의 지시를 받았을 수도 있고 그녀 개인의 의사일 수도 있다. 자세한 내용은 키디그레이드 소설에 나온다. 이름은 영어 또는 프랑스어로 월식, 일식 이란 뜻이다.
쿠봔토 (Quant)
양자를 조종하는 능력. G 클래스에 해당한다. 이 능력으로 영혼도 양자화, ES 멤버 의 육체교환및 생명연장을 시행한다.

#### S 클래스 ES 멤버
애니메이션 본편에 등장하는 모든 클래스의 ES 멤버는 라이트닝과 쉬를 제외하고 OP 시점에서는 이미 1 화 (I)보다 등장하고있다.
트위드루디(Tweedledee)
목소리 - 구와타니 나츠코
칠흑의 장발의 소유자로 눈동자 색은 브라운. 흰 동양옷을 입고있는 여자. 파트너 트위드루담은 쌍둥이 동생. 비슷한 힘을 가진 류미엘과 사이가 좋다. 이름의 유래는 "마더 구스"나 "거울 나라의 앨리스"에 등장하는 쌍둥이의 이름.
슈토로무 (Strom)
전자를 조종하는 힘. 동생의 능력과 중합시킴으로써,  '돌풍 (Windstoss) '
초중력 현상을 만들어 낸다.
트위드루담 (Tweedledum)
목소리 - 후쿠야마 준
누나와 유사한 패션을 하고있어 눈도 같은 색을 하고 있지만 머리는 짧게. 어릴 때부터 두 사람이 살아온 탓도 있고 심한 시스터콤플렉스가 있다. 이름의 유래는 누나와 같다.
찻잔 네이트 펠트 (Magnetfeld)
주위에서 자기장을 조종하는 능력. 누나의 힘 중합시키는 것도 가능.
안오
목소리 - 이시다 아키라
과거에 에크렐과 적대관계였었다. 지금도 그녀에게 라이벌 의식을 가지고있다. 여장 좋아한다. GOTT의 민간인진압에 항명한 에크렐팀을 숙청임무를 수행하다가 실패후 잠적 한다. GOTT테러 사건후 이클립스의 지원을 받는다.
어메이징 (Amazing)
비록 진공에서도 모든 것이 들리는 능력.
에이오
목소리 - 이나다 테츠
검은 피부의 큰 남자에서 안오 파트너. 외모에 어울리지 않게 순진하다. 에크렐팀을 숙청임무 실패후 짐작한다. 안오함께 이클립스의 지원을 받는다.
앰플리파이어 (Amplifiers)
"기"의 흐름을 볼 수있는 능력. 또한, "기"를 조종하는 신체 능력을 높일 수도 있다.
아르브 (Alv)
목소리 - 이노우에 기쿠코
은빛 짧은 머리에서 눈동자 색은 녹색 파랑. 사람들에게 고압적인 태도로 다른 멤버를 업신 여기고있다. Nobles에 격렬한 증오를 안고 있으며, 이들에 대한 복수를 위해 굳이 뒤에서 결탁하고있다. 에크렐팀이 일으킨 GOTT 본국에 피격시에는 혼란을 틈타, 그녀의 외모와 능력을 흡수. GOTT 국장대리가 된다. GOTT의 계엄화를 꿈꾸다가 부활한 에크렐일행에게 패배했지만, 왼쪽 반신에 중상을 입어하면서도 살아남는다. 결국 듀카리온과 일체화하고 파트너조차도 버리고 지구를 멸망 시키려하지만, 에크렐팀과 재건된 GOTT의 활약에 의해 다시 패배. 마지막은 도베르그와 함께 우주를 떠도는 신세가 된다.. 이름은 북유럽 신화의 엘프를 나타낸다.
흡수 (Absorb)
모든 힘을 흡수하는 능력. 그러나 시간 제한이 있고 시간이 지나면 흡수한 힘은 사라진다.
도베르그 (Dvergr)
아르브의 파트너. 짧은 머리에 하늘색 눈동자의 소유자. 아르브와 반대로 차분하다. 어려 보이지만, 실은 아르브의 친어머니. 에크렐이 일으킨 GOTT 본국에 피격시에는 혼란을 틈타 류미엘의 외모와 능력을 흡수하고 아르브와 함께 GOTT 계엄화를 추진하지만. 부활 한 에크렐팀에게 공격 패배한다. 오른쪽 반신에 중상을 입어하면서도 살아남는다. 듀카리온과 일체화 한 아르브에 배신당해 중상을 입는다., 최후는 그녀의 어머니로 동행하면서 우주를 떠도는됐다. 이름은 북유럽 신화의 [드워프]를 나타낸다.
흡수 (Absorb)
아루부 같은 능력.
덱스테라 (Dextera)
목소리 - 스즈오키 히로타카
GOTT국장 직속팀. 빨간 머리 단발. 항상 무뚝뚝한 태도. 이름은 라틴어로 "오른쪽".
에니웨아 (Anywhere)
공간 절대 좌표를 감지하는 능력. 완벽한 탐지가 가능하며, 그것을 응용한 순간 이동도 가능. 시니스트라의 능력과 중합시킴으로써 모노 차원 문자열 (Mono Dimension String)  '이라는 모든 것을 연결하는 1차원의 실을 일으킬 수있다.
시니스트라 (Sinistra)
목소리 - 토비타 노부오
덱스트라의 파트너. 은발의 긴 머리에 눈동자 색은 라이트 그린. 덱스트라 반대로 차분하고 편안하게 태도. 이름은 라틴어로 "왼쪽".
웨네바 (Whenever)
시간 절대 좌표를 감지하는 능력. 분기하는 미래의 가능성에 간섭이나 유도하는 예지 능력의 일종이며, 덱스트라의 능력과 중합시킬 수도 있다.

#### C 클래스 ES 멤버
바이올라 (Viola)
목소리 - 도쿠나가 아이
밝은 남색의 눈동자 핑크색 머리의 9 세의 소녀로 활발한 성격. 시자리오의 파트너 조합은 절묘한이지만, 음식의 취향으로 파트너와 티격태격한다. 이름의 유래는 셰익스피어의 "12 밤"에 등장하는 히로인.
미티 (Calamity)
분자 간 간섭 능력. 시자리오와 공동으로 사용하는 능력이며, 그 제어의 역할을 맡는다.
 시자리오 (Cesario)
목소리 - 모리카와 토시유키
은발, 은색 눈의 소유자로 18 세. 매우 과묵하며 바이올라에 귀띔해 의사 소통을 한다. 기본적으로 바이올라와 양호한 협력 관계를 보이지만, 자신의 음식취향에 관해서는 절대 양보하지 않는다. 이름의 유래는 셰익스피어의 "12 밤"에 등장하는 히로인이 남장했을 때의 가명.
드라이버 (Driver)
분자 간 간섭 능력. 바이올라의 능력과 중합시켜야 사용할 수 없다.
라이트닝 (Lightning)
목소리 - 아사노 마유미
에크렐의 외모와 기억과 능력을 복사 한 제네 텍 피규어. C 클래스로되어있다. 아르브가 에크렐에게서 빼앗은 능력을 양성화하기 위해 만들어진 존재에서 6 명이 존재하고있다. 아르브 의해 세뇌되어 있지만, 에크렐로서의 기억을 어렴풋이 기억한다. 세뇌 해제 된 후, 이클립스는 각팀별로 라뮤즈를 주어 우주로 떠난다. 이름은 영어로 '번개'의 것.
트윙클 (Twinkle)
목소리 - 간다 아케미
류미엘의 외모와 기억과 능력을 복사 한 제네 텍 피규어. 도베르그가 류미엘에게서 빼앗은 능력을 보급하기 위해 만들어진 존재. 세뇌 해제 된 후 라이트닝 함께 여행을 떠나 간다. 이름은 영어로 "빛"의 것.
트윙클 0, 라이트닝 0
"리버스"에 등장하는 에크렐과 류미엘의 외모, 기억 능력을 복사 한 제네틱 피겨 인 것은 동일. 아르브들이 제네틱 피겨의 능력을 시험하기 위해 만들어진 그 숙명에 저항 자유를 쟁취했지만, 그 후 수명이 다해 모래처럼 무너진다. 다인에 심리적 영향을 미친다.
다인
"리버스"에 등장하는 자유 ES 멤버. 리버스의 시작 부분 앞에 GOTT의 ES 회원 등록되었다. 사실, 라이트닝 0이나 트윙클 0의 능력을 측정하기 위해 존재한다. 성격은 약간 경박 한 곳도 있지만 정에 두꺼운 남자이다. 능력은 파워. 높은 신체 능력을 자랑한다.
메리 앤
목소리 - [소미 요코] (키디 그레이드 사운드 레이어 3 권)
소설 "키디 그레이드 Pr"며 "키디 그레이드 사운드 레이어"에 등장한 27 세의 미인 여성. 조카랑 함께 장기 잠입 임무가 주력하기 위해, GOTT 본부를 장기 결석하고있는 경우가 많다. "키디 그레이드 Pr"은 SO 구성원으로 각 행성의 정치 · 경제계의 맹주로 아즈란디아 사건이나 개발계획에 첩보활동을 실시하고있다. 행성 아즈란디아의 지구화계획 에서는 강사와 함께 참가했지만 중상을 입어, 냉동 수면 조치가 취해지고있는 구명 캡슐에 들어가 장기간 우주 공간에 떠 있었다. "사운드 레이어"에서는 재벌"버진바이러스"에 잠입, 내부 사정을 상사의 데쿠스테라, 시니스트라팀에 보고하고있다.
억제 (Suppressor)
분자 전자, 양자 등 물체를 구성하는 입자의 운동을 동결하는 능력.
블랑
목소리 - 카이다 유키 (키디 그레이드 사운드 레이어 3 권)
소설 "키디 그레이드 Pr"며 "키디 그레이드 사운드 레이어"에 등장. 메리 앤의 조카 파트너. 국립대학의 석사를 수료 한 정도의 수재이다. 메리 앤과 만난 직후에는 누구와도 무뚝뚝한 태도를 취하고 있었지만, 현재는 솔직한 성격이있다.
가속기 (Accelerator)
물체를 구성하는 입자의 운동을 가속하는 능력.

#### 프론트 · 비서
리키드 콜
목소리 - 기무라 후미
GOTT 본국의 프론트에서 에크렐팀의 리더. 애칭은 릿키. 망상과 첫눈에 반하는 버릇이있다. 친정 콜가는 Nobles의 명문가이지만 릿키 본인은 혈통에 구애받지 않는다. 슈발리에 와는 친척.
보니타 제럴
목소리 - 고스게 마미
GOTT 본국의 접수 양에서 릿키는 학창 시절부터의 친구. 그 정체는 릿키의 호위를 위해 고용된 은하경찰의 ES 멤버이며 S 클래스의 능력을 보유하고 있지만, 보니타 본인은 자신의 의사로 그녀와 함께 행동 하고있다. 이름 보니 타는 포르투갈어로 "사랑스러운"의 뜻을 가진다.
희생 (Sacrifice)
대역되는 능력.
멜쿠루디 (Mercredi)
목소리 - 미즈하시 가오리
이클립스의 비서를 맡고있는 소녀. 에크렐팀이 일으킨 GOTT 본국 피격시, 행방 불명다. 정체는 연합 관리위원회의 ES멤버 파일스프릿츠. 암 브러스트와 같은 팀이다. 이름은 프랑스어로 "수요일".
밴 달러 디 (Vendredi)
목소리 - 노토 마미코
행방불명된 멜크루디 대신, GOTT 국장의 비서가 된 소녀. 멜크루디와 같은 안경과 가발을 착용한다. 이름은 프랑스어로 "금요일".

### 은하연합 관리위원회
르노
목소리 -노지마 히로후미
슈발리에는 옛 친구. 암 브러스트의 상사. 슈발리에의 요청으로 GOTT의 기밀정보를 조사하게 된다.
암 브러스트 (Armbrust)
목소리 - 파랑 날개 쯔요시], [코스 게 마미] (소년)
ES 멤버의 행동을 감시하는 감사관. 에크렐은 암브레스트를 경계하지만 그는 그런 것에 신경쓰지 않고 의젓하게 행동한다. 신사적인 행동이 특징, 어릴 적에 소속을 알 수 없는 군대로부터 추격을 받은 적이 있으며 그때 에크렐팀에게 포착 구출되었다. 그후부터 에크렐을 사랑하고 있다. 그 외에는 매력적인 말씨와 행동으로 여자들에게 작업거는 카사노바성격을 보이지만 에크렐에게만은 퇴짜받는다. 나중에 에크렐과 류미엘이 위기에 빠졌을 때 그들을 구해준다.트레이드마크는 여행용서류가방. 파일스프리츠와 같은 팀이며 연합감사위원회 소속 ES맴버이다. 슈발리에가 폭로한 GOTT, NOBLES, PROJECT Deucalion의 정보를 제공한다. 이름은 독일어로 "[석궁]"일.
블랙 박스 (BlackBox)
케이스를 매개로하여 내부 공간을 비틀어 물질을 비축 할 수 있는 능력. 랭크는 S 클래스. 능력이 미치는 질량은 자신과 비슷한 수준에서 내부적으로 시간이 멈춘다. 또한 능력과는 별도로 케이스에는 다양한 기능이있다.
파일스프리츠 (Pfeilspitze)
목소리 - 미즈하시 가오리
메루쿠루디의 진정한 모습. 암 폭발 연인이자 파트너이기도 하다.발리에가 폭로한 GOTT, NOBLES, PROJECT Deucalion의 정보를 제공한다. 이름은 독일어로 "화살촉"일. 랭크는 S 클래스.
인사이드 (Inside)
공유 공간의 이동을 가능하게하는 능력. 암 브러스트의 능력과 조합에 의해 어디든지 이동이 가능.

### 버진 바이라스
베로니카 (Veronica)
목소리 - 후지타 도시코 (키디 그레이드 사운드 레이어 3,5 권)
버진 봐이라스의 리더. 능력의 평가는 G 클래스. 이클립스의 파트너이며, 이클립스가 배신 이후 이클립스에 대해 강한 집착을 보이고있다. 이클립스를 노릴 때, 아이네이아스도 파괴 시키려고하는 등 목적에 수단을 따르지 않는 냉혹 한 성격이다.
재료 A (Material Anti)
자신의 몸을 반물질로 만들 수 자재로 조종 할 수 있다. 또한 원자 단계까지 분해되지만 오랜 시간이 되면 원래대로 돌아온다..
바이퍼 (Viper)
목소리 - 미나가와 준코 (키디 그레이드 사운드 레이어 3,5 권)
버진 바이러스 소속 소년. S 클래스의 능력을 가지고있다. 사실 GCPO(은하경찰)의 ES 멤버이자 버진 바이라스의 최후의 중요한 국면에서 GOTT에 협력한다. 버진 바이러스 이외의 코드 이름은 에이스.
커넥터 (Connector)
에너지 대체 할 능력. 뷔라고의 능력과 함께하지 않으면 그다지 사용할 수 없다.
뷔라고 (Virago)
목소리 - 호리에 유이 (키디 그레이드 사운드 레이어 3,5 권)
버진 봐이라스 소속, 에크렐을 동경하는 소녀. S 클래스의 능력을 가지고있다. 사실 GCPO(은하경찰)의 ES 멤버이자 버진 바이러스의 최후의 중요한 국면에서 GOTT에 협력한다. 버진바이러스 이외의 코드 네임은 알파. 바이퍼가 무리해서 일하 것을 걱정하고있다.
카스케다 (Cascade)
에너지의 벡터를 구부 수 있는 능력. 바이퍼의 능력과 함께 필요가 있다.

## 메카닉

### 우주선
라뮤즈 (La-muse)
8 기의 라뮤즈 급 고속 순양함. 각각의 명칭은 [그리스 신화]의 [무사 | 아름다움과 예술의 아홉 여신]에서 인용하고있다.
함의 형상은 [백조] 같은 유선형 그러나 매의 소리를 낸다.. AI "비르베르빈토"가 함 전체를 제어하고 있기 때문에, 자립 항해도 가능하다. 비르베르빈토라는 이름은 류미엘이 지어주었다. 주무장은 선체 하부에 장착되어있는 빔 캐논 2문과 좌우 날개에 장착되어있는 플렉스 깃털 내부의 빔 캐논. 또한 일반적 순항시의 크루즈 캐빈과 전투시의 공중전용 브리지가 존재하며, 수하물 탑재용 페이로드 덱도 가지고 있지만, 라뮤즈는 수송보다는 항성간 범죄자를 단속하는 것이 주목적이다.
이야기 시작 당초 에크렐과 류미엘은 일곱 번째함 "유라니아"에 탑승하고 있었지만, GOTT항명직후 AI암살용프로그램 '하싯시 "에 걸려 에크렐팀을 공격및 암살 실패후 자폭한다. 이후 에크렐과 류미엘은 제로함 "카리오뻬"에 탑승했다. 기타 함은 후에 라이트닝과 트윙클 쌍에 양보지게된다.
에크렐은 "라뮤즈"라고 부르고 있지만, 류미엘은 "비르베르빈토라 부른다. (라뮤즈 탑재 AI 이름, 독일어의"[먼지 소용돌이] "를 의미한다)"
* 0번함 : "미성"의 여신 [카리오뻬] (흰색)
* 1번함 : "역사"의 여신 [쿠레이오] (자주)
* 2번함 : "춤"의 여신 [테레시코라] (유리 색)
* 3번함 : "노래"의 여신 [에라토]
* 4번함 : "기쁨"의 여신 [에우테루뻬]
* 5번함 : "희극"의 여신 [타레이아]
* 6번함 : "찬가"의 여신 [뽀류무니아](오렌지)
* 7번함 : "천문"의 여신 [우라니아] (홍)
* 8번함 : "비극"의 여신 [메루뽀메네](칠흑)
스봐루토 (Svalt)
아루부과 도베르그가 탑승하는 라뮤즈 급 8번 함 메루뽀메네 은밀성이 강화된 함이다. 스텔스모드는 거의 완벽하게 모습을 은폐 할 수 있는 있게해준다.
시 스퀘어 (C-Square)
트위드루디, 트위드루담팀의 함은 위상전환식 은폐 (페이즈 엘레베이트)에 의해 어떠한 센서로부터 감지되지 않고 즉각적 탈출이 가능한 고속순양함이다. 함 전면 실루엣이 "이상한 나라의 앨리스"에 등장하는 체셔 고양이 "사라져가는 웃음"을 연상시키는 것부터, 트위드루디가 함 이름을 "체셔 고양이"하는 것을 제안하고 머리 글자에서 "C의 제곱"(시 스퀘어)라고 부르고있다. 또한 함체 앞부분은 단체에서도 셔틀 역할을 함체 후부를 다른 함체로 전환하는 것도 가능하다.
페니 체 (Fenice)
시자리오과 바이올라가 타는 대형 날개를 가진 황금 함. 날개 끝의 슬러스터 핀의 높은 기동력이 최대의 특징이다. 다수의 로켓에 피탄에 의한 추력 감소를 최소한 줄이는 것이 가능한 다른, 시자리오과 바이올라의 능력을 증폭 앰프 기능 (기능 이름은 이탈리아어로 "[피닉스 | 불사조]"를 의미한다)도 탑재하고있다.
Centurion ()
데쿠스토라과 시니스토리가 타는 전투기와 같은 실루엣을 가진 남색의 기체 소형 고속 순양함. 고도의 기동성과 공격력 외에도 주력으로 함대 정보를 총괄하는 고급 처리 능력이있다. 데쿠스토라과 시니스토라의 중합 능력을 활용하기 위해 2 대의 동형 유니콘 α와 β의 분리 변형이 가능하다. 캐노피의 색상은 데쿠스토라 기가 빨간색으로 시니스토라 기는 파랑. 함 명은 "로마군단 백부장"을 의미하는 "켄투리오".
살 류트 (Salyut)
안오과 에이오이가 타는 단결정 분자 장갑을 가진 속도와 공격력에 뛰어난 전투함. 특수 탄두를 갖춘 어뢰 등도 다수 적재하고 가장 큰 무기는 '양날직검 "을 의미하는"[그라디우스 (무기) | 그라디우스] "를 본뜬 전투함이다. 장갑을 공진시켜 관성 구동 초고속으로 돌격하는 "모노 요소 그라디우스"는 모든 물질을 관철하여 파괴한다. 함의 이름은 에이오우 의한 것으로, 러시아어 "경례, 축포 '를 의미한다.
듀카리온 (Deucalion)
정식 명칭은 '아틀라스형 심우주항행선 듀카리온 " 무인보급 항해 단독 워프 기능, [테라포밍] 기능을 갖춘 길이 6358km 초 거대 우주선. 겉으로는 테라포밍(행성지구화) 통해 부동산 자산을 창출하기 위해 건조 된 것으로되어 있지만 실제로는 Nobles가 Project Deucalion에 대량살상병기용으로 변형이 가능하게 설계했다. 그러나 나중에는 아루부에 탈취되어 버려, 아이러니하게도 지구에 큰 타격을주게된다. 함 이름은 그리스 신화의 등장 인물 "[데우카리온]".

### 가드 로봇
도나슈라쿠 (Donnerschlag)
에크렐과 류미엘의 백색 가드 로봇. 양팔은 와이어사출형 장비이다. 제 14 화에서 "하싯시"에 바이러스공격당하여 에크렐팀을 공격후 실패하여 자폭한다.
도나슈라쿠 개량형 (Donnerschlag-Re.)
붉은 가드 로봇. 도나슈라쿠의 후계기. 기능과 무장도 그대로 계승하고있다.
솔 (Thor)
아루부과 도베르그 녹색 가드 로봇. 높은 화력을 자랑한다.
도우도 (Dodo)
트위드루디/트위드루담의 가드 로봇. 다목적전투로봇이다. 본체는 소형 단말기 로봇 (마스코트 인터페이스) 인 '마스코트 도우도 "
티타노 (Titano)
시자리오과 봐이오라 빨간색 가드 로봇. 장갑은 초결정단분자로 이루어져 있으며 매우 튼튼하다. 기동력은 낮지만, 견마형태로 변형이 가능하다. 시자리오과 바이올라가 능력을 발동하고있을 때 효과적인 능력을 발휘한다.
제휘로스 (Zephyrus)
데쿠스테라과 시니스토라 가드 로봇. GOTT 가드 로봇 중 가장 오래된하여 최강의 가드 로봇.
가나도루 (Ganador)
안오우과 에이오우 가드 로봇. 특수함에 장착 된 이나샤루 드라이브 (관성 제어 구동)를 탑재하고 이나샤루 부스트라는 능력을 갖추고있다.

## 연표
| 서기력        | 서기력 |
| ------------- | --- |
| 2010년        | 국제 우주정거장 ISS(궤도 플랫폼 스테이션)이 완공된다. |
| 2025년        | 달에 유인우주기지를 건설한다. 달 유인기지에서 소행성 연구탐사 시작된다.                                                                                           |
| 2030년        | 유인 우주선이 화성에 도착한다. |
| 2055년        | 궤도 엘리베이터 완성. 우주 진출이 시작된다. |
| 2080년        | 화성의 행성지구화(테라포밍) 시작. |
| 2081년        | 유인 우주선이 태양계 밖에 도달. |
| 2092년        | 초광속항법을 발견. 4차 혁명인 우주혁명시대에 도래한다. |
| 2108년        | 태양계 밖 항성계에 탐사가 시작된다. |
| 2130년대      | 태양계 밖 항성계의 행성지구화와 우주이민이 시작된다. |
| 2134년        | 유엔은 본격적인 우주개발을 기념하여 서기력 대신 "STARS CENTURY"로 설정.                                                                                           |
| STARS CENTURY | |
| SC: 51년      | 행성 국가마다 워프게이트망이 연결된다. |
| SC: 60년대    | 태양계 밖 자치 식민 행성이 80개가 넘어가며 스스로 자치국임을 주장하다.                                                                                            |
| SC: 80년      | 정치, 외교적 문제로 조건부 식민 행성의 독립이 인정되어 102개 행성들이 연합한 국가가 탄생한다.                                                                     |
| SC: 100년대   | 100년 전후에 태양계 밖 행성 국가의 집합체 "행성공화국연합"이 결성된다. 또한 지구를 중심으로 한 행성 국가들에 의한 '국가행성연합"이 SC: 100년을 기념 성립된다.     |
| SC: 137년     | "국가 행성 연방와'행성 공화국 연합 '간의 교역 경제 마찰이 발생. 1차 제한 전쟁이 발발한다.                                                                         |
| SC: 139년     | 1차 제한 전쟁이 종결하지만, 국가행성연합이나 행성공화국연합을 탈퇴하는 행성 국가가 속출. 은하계 분쟁이 가속화 된다.                                               |
| SC: 162년     | 지구가 직접 공격을받은 것으로 제2차 제한 전쟁이 발발한다. |
| SC: 165년     | 행성 도프가 GEOSORTER으로 파괴됨으로써, 제2차 제한 전쟁이 종결. "행성연합공화국"을 "국가행성연합"과 강제 합병된다. "우주행성협회"가 성립. 은하 표준법이 제정된다. |
| SC: 171년     | 지구가 우주행성연합관리 본부가 된다. 지구에서 일반서민들의 거주 제한이 시작된다.                                                                                  |
| SC: 206년     | 행성 국가 수가 200에 도달. 그중 우주 행성 연합 행성 국가는 149 국가.                                                                                              |
| SC: 233년     | 지구가 "원기행성"로 지정 불가침구역이 된다. |
| SC: 268년     | Golas항성계 자원개발점유권을 둘러싸고 경제 마찰이 발생. 제3차 제한전쟁이 발발.                                                                                    |
| SC: 302년     | 행성 아즈란티아 행성지구화가 실패하고 대규모 재해가 발생한다. |
| SC: 321년     | 우주행성협회의 규약에 따라 각 행성국가 간 상호 보증이 강화된다.                                                                                                   |
| SC: 328년     | 키디 그레이드 본편의 시대. |

## TV 애니메이션
[2002년] 10 월 [2003년] 3 월에 걸쳐 [후지 | 후지 TV] · [동해테레비방송 | 토카이 TV] · [간사이 TV 방송 | 간사이] 심야 시간대에 총 24화가 방송됐다.

### 직원
- 원작 - [gimik | gímik], [곤조 | GONZO]
- 기획 - [야스다 맹 (카도카와 서점) | 야스다 맹] 이노우에 신이치 로우, 사카이 도루시코, 후쿠이 세분, [마을 하마 쇼우지]
- 기획 제작 - 이토 아츠시
- 프로듀서 - [하치 야 세이이치], 하 타나카 도시오, 타케치 츠네오, 이시카와 신이치로, 하루나 다케오
- 감독 - 고토 케이지
- 시리즈 구성 - [기무라 히데 후미]
- 캐릭터 디자인 - [카도노소노 메구미]
- 메카닉 디자인 - [에비 카와 카네 타케], 카와하라 토모히로
- 미술 감독 - 아사쿠라 치토세, 코야마 토시 히사
- 색채 설계 - 츠치야 사토시
- 편집 - 시게 무라 긴네아레, 히다 글
- 음악 - [하마 구치 시로]
- 음향 감독 - [츠루 양 후토시]
- 촬영 감독 - 헤이지 슈이치
- 애니메이션 제작 - GONZO
- 제작 - GOTT, [후지 | 후지 TV]

### 주제가
오프닝 테마
"미래의 기억"
작사 - 와타나베 미카 / 작곡 · 편곡 - [이와사키 야스노리] / 노래 - [YUKA]
엔딩 테마
"FUTURE"
작사 · 작곡 - 모리오카 순 / 편곡 - 고둥 사치 오, Little Viking / 노래 - Little Viking

### 각 에피소드목록
| 화수 | 에피소드                           | 각본             | 콘티                         | 연출                | 작화 감독                                         | 메카닉작화감독                     | 아이 캐치          |
| ---- | ---------------------------------- | ---------------- | ---------------------------- | ------------------- | ------------------------------------------------- | ---------------------------------- | ------------------ |
| 1    | Depth / Space - 심연 -             | 키무라 히데 후미 | 고토 케이지                  | 고토 케이지         | 카도노소노 메구미                                 | 카와하라 토모히로                  | 카도노소노 메구미  |
| 2    | Tight / Bind - 중력 -              | 키무라 히데 후미 | 고토 케이지                  | 右湊具央            | 이시오 마사노리                                   | 하마카와 슈우지로                  | 오가타 코우지      |
| 3    | Prisoner / Escort - 포로 -         | 키무라 히데 후미 | 야마다 신지                  | 쿠로다 야스히로     | 오사무 미와                                       | 쇼헤이                             | 미즈하시 카오리    |
| 4    | High / Speed - 초속 -              | 나리 아키히코    | 고토 케이지                  | 스즈키 카오루       | 사카이 카즈오/카네 자키 히로키                    | -                                  | 키무라 타카히로    |
| 5    | Day / Off - 휴일 -                 | 시모 후미 히코   | 카와사키 이츠로              | 미야자키 나기사     | 카미모토 카네토시                                 | 이치카와 게이조                    | 이즈 마라 요시츠네 |
| 6    | Twin / Star - 쌍벽 -               | 키무라 히데 후미 | 타니구치 고로                | 와다 유이치         | 리코/카메 요시아키                                | 타무라 카츠유키                    | TONO               |
| 7    | Trial / Child - 시련 -             | 시모 후미 히코   | 키무라 신이치로              | 이나가키 타카유키   | 카타 오카 히데유키                                | -                                  | 히라타 유조        |
| 8    | Forbidden / Instrument - 금단 -    | 키무라 히데 후미 | 타케모토 야스히로            | 스즈쿠 마코토       | 호소 다 나오토                                    | 다카하시 유이치                    | 유이코             |
| 9    | Mirage / Snare - 함정 웹 -         | 소고 마사시      | 키무라 히데 후미             | 타케다 유타카       | 市川吉幸/타카시나 유카                            | 사카이 카즈오                      | 이시다 아츠코      |
| 10   | Rebirth / Slave - 재생 -           | 키무라 히데 후미 | 카쿠도 히로유키              | 야마나 타카시       | 스즈키 유다이/키타 오카 슈이치                    | -                                  | 소노다 켄이치      |
| 11   | Set / Free -蝉脱-                  | 키무라 히데 후미 | 타케모토 야스히로            | 타케모토 야스히로   | 요네다 미츠요시                                   | 요네다 미츠요시                    | 무라에다 켄이치    |
| 12   | Frozen / Life - 사생 -             | 소고 마사시      | 후유                         | 사카이 토요 카즈    | 싱고                                              | 오하라 와타루                      | 후지 마루          |
| 13   | Conflict / Destiny - 충돌 -        | 시모 후미 히코   | 오노 마나부                  | 오카자키 유키오     | 와타나베 카즈오                                   | 핫토리 노리 지                     | 요코타 마모루      |
| 14   | Steel / Heart - 강철 -             | 타카시게 히로시  | 마스 쇼이치/키무라 히데 후미 | 오구라 히로후미     | 사카이 카즈오/코바야시 토우지쇼우                 | 카와하라 토모히로/ 시마다 토시히코 | 미나가와 료지      |
| 15   | Break / Down- 붕괴 -               | 키무라 히데 후미 | 고토 케이지                  | 노리스와 마코토     | 카미모토 카와토시/카나사키 타카오미/스즈키 유다이 | -                                  | むっちりむうにい   |
| 16   | Look / Back - 추억 -               | 키무라 히데 후미 | 키무라 히데 후미             | 타케다 유타카       | 테라 오카 겐                                      | -                                  | 포요용♥록          |
| 17   | Phantasm / Reborn - 신생 -         | 키무라 히데 후미 | 타케모토 야스히로            | 키타노하라 노리유키 | 요네다 미츠요시                                   | -                                  | Dr. 모로           |
| 18   | Unmasked / Face - 면모 -           | 시모 후미 히코   | 오노 마나부                  | 야마나 타카시       | 테라 오카 겐                                      | -                                  | 히야 히야          |
| 19   | Take / Revenge - 복수 -            | 소고 마사시      | 와타나베 스미오              | 와타나베 스미오     |                                                   | 晶貴孝二                           | 코하라 쇼헤이      |
| 20   | Lost / Days - 상실 -               | 키무라 히데후미  | 키무라 히데 후미             | 오구라 히로후미     | 타치바나 히데키                                   | -                                  | 코이데 타쿠        |
| 21   | Nouvlesse / Ark - 방주 -           | 키무라 히데후미  | 쇼우지 신이치                | 쇼우지 신이치       | 모기 신지로                                       | -                                  | 지 타마 모         |
| 22   | Demolition / Titan - 거신 -        | 키무라 히데후미  | 이와사키 요시아키            | 노리스와 마코토     | 테라오카 토오루                                   | -                                  | 키무라 히데 후미   |
| 23   | Annihilation / Zero - 환원 -       | 키무라 히데후미  | 타케모토 야스히로            | 키타노하라 노리유키 | 요네다 미츠요시                                   | -                                  | 스즈끼 마사히사    |
| 24   | As Time Goes By - 시간이 흐른 뒤 - | 키무라 히데후미  | 고토 케이지                  | 고토 케이지         | 카미모토 카네토시/카나사키 타카오미               | 카와하라 토모히로                  | 고토 케이지        |

### 방송국
| 방송 지역   | 방송국    | 방송 기간                          | 방송 일시               |
| ----------- | --------- | ---------------------------------- | ----------------------- |
| 관동 광역권 | 후지 TV   | 2002년 10월 8일 - 2003년 3월 18일  | 화요일 새벽1:58 - 2:28  |
| 긴키 광역권 | 간사이    | 2002년 10월 19일 - 2003년 4월 19일 | 토요일 새벽 3:55 - 4:25 |
| 중경 광역권 | 토카이 TV | 2002년 11월 15일 - 2003년 5월 16일 | 금요일 새벽 1:50 - 2:20 |

## 키디 그레이드 극장판

### 소개
TV 애니메이션에 추가컷과 신작컷이 추가된 3부작극장용 애니메이션이다.
제 1부KIDDY GRADE-IGNITION-(키디 그레이드 - 점화 -) 각성 편
사용 화수 (제 1 화 - 제 11 화, 제 16 화)
아이 캐치 (카도노소노 메구미, 키무라 히데후미/ 고토 케이지)
제2부KIDDY GRADE-MAELSTROM-(키디 그레이드 - 대혼란 -) 범람 편
사용 화수 (제 12 화 - 제 18 화)
제3부KIDDY GRADE-TRUTH DAWN-(키디 그레이드 - 진실의 새벽 -) 여명 편
사용 화수 (제 19 화 - 제 24 화)

### 주제가 (극장판)
엔딩
"FUTURE"(첫 부분)
작사, 작곡 - 모리오카 순 / 편곡 - 須貝幸生, Little Viking / 노래 - Little Viking
"또 다시"(두 번째 부분)
작사 - 아 / 작곡 - Takumi / 편곡 - 카마타 조지 / 노래 - [savage genius]
"당신 같습니다"(제 3 부)
작사 - 아 / 작곡 - Takumi / 편곡 - 카키시마 신지 / 노래 - savage genius
삽입곡
"빛의 바다"(제 3 부)
작사 - 카와이 에이지 / 작곡 · 편곡 - 네기시 타카유키 / 노래 - 류미엘 ([히라노 아야])
"밤하늘의 요람"(제 3 부)
작사 - 와타나베 미카 / 작곡 · 편곡 - 하마 구치 시로 / 노래 - [Ikuko (가수) | Ikuko]
"미래의 기억"(첫 부분, 세 번째 부분)
작사 - 와타나베 미카 / 작곡 · 편곡 - 이와사키 야스노리 / 노래 - [YUKA]

### STAFF (극장판)
- 감독 - 고토 케이지
- 구성, 각본 - [기무라 히데 후미]
- 캐릭터 디자인 - [카도노소노 메구미]
- 편집 - [이토 준이치]
- 음향 감독 - [츠루오카 요우타]
- 제작 - [곤조 | GONZO]
- 제작 협력 - [아스리드]
- 제작 - GOTT
- 배급 - [클럭 웍스]
- 협력 - [카도카와 서점]

## 만화책
키디 그레이드 - 리버스 -
카도카와 서점이 발행하는 월간소년 에이스에 2002년 10월호부터 2003년 3월호까지 연재하였다. 상표는 카도카와 코믹스에이스. 총 1권으로 구성되어 있다. 라이트닝과 트윙클에 관한 스토이며 외전에 해당한다. 작화는 ひよひよ.
키디 그레이드 VS (Versus)
월간드래곤 주니어는 2002년 6,7 월호에 게재된 후 2002년 10월부터 2003년 4월호까지 연재하였다. 후지미 서점에서 발행하는 월간드래곤 에이지에는 2003년5월호부터 2003년10월 호까지 연재하였다. 총 2권으로 구성되어있고 에피소드는 15화이다. 상표는 카도카와코믹스/드래곤 주니어. TV애니메이션과 같은 세계관이고, 사운드 레이어에 등장하지만, 애니메이션 본편에는 등장하지 않는 범죄 조직 버진 버이러스와의 공방전이 주 내용이다. 각본은 키무라 히데후미, 작화는 ふぢまるありくい이다.

## 사운드 트랙
발매원은 빅터 엔터테인먼트. 제3편에는 캐스트보이스 미니 드라마가수록되어있다.
- Kiddy Grade SOUND PACK1 ECLAIR 번호 VICL-61058, 2003년 2월 5일 발매, 2200엔 (세금 별도)
- Kiddy Grade SOUND PACK2 LUMIERE 번호 VICL-61059, 2003년 2월 5일 발매, 2200엔 (세금 별도)
- Kiddy Grade SOUND PACK3 번호 VICL-61089, 2003년 3월 21일 발매, 2900엔 (세금 별도)

## 사운드 레이어
라디오 간사이의 애니메이션라디오 프로그램 'It 's On "사회자는 이노우에 키쿠코, 키무라 후미이다, 2002년 6월부터 2003년 3월까지 방송된 라디오드라마 CD이다.
쟈켓 일러스트는 카도노소노 메구미, 라벨 일러스트는 유이코, 각본은 애니메이션의 시리즈 구성, 각본을 담당하고있는 키무라 히데후미이다..
"키디 그레이드"의 세계관을 바탕으로 한 것으로, TV 애니메이션판의 비화나 조연들의 일상, 그리고 수많은 복선을 보완하는 에피소드가 전개되었다. 추후에 발매된 제품에는 "휴식시간에피소드를 추가하고 피규어를 동봉 한 것이 각 5000 엔 (세금 별도), 총5편으로 발매되었다.
각 편에는 키무라 히데후미의 이미지 보드, 고토 케이지 그림, 키디그레이드 용어가 게재된 소책자가 포함되어 있었다. 2008년에 발매된 TV 애니메이션 "키디 그레이드"DVD-BOX1 · 2편에는 특전 CD로수록되어 2009년에 발매된 TV 애니메이션 "키디 그레이드"Blu-ray BOX에는 특전 Blu-ray Disc에수록되어있다.
| Vol.1 | Vol.1                   | Vol.2 | Vol.2                     | Vol.3 | Vol.3                      | Vol.4 | Vol.4                     | Vol.5 | Vol.5                |
| ----- | ----------------------- | ----- | ------------------------- | ----- | -------------------------- | ----- | ------------------------- | ----- | -------------------- |
| 화수  | 자막                    | 화수  | 자막                      | 화수  | 자막                       | 화수  | 자막                      | 화수  | 자막                 |
| 01    | 안내원과 ES 멤버        | 09    | 거울 속의 두 사람         | 17    | 향기를 즐기는 소녀         | 25    | 유전자보다 강한 것        | 33    | 환상의 두사람        |
| 02    | ES 멤버와 대단한사람    | 10    | 두 사람의 거울            | 18    | 카운터 인카운터            | 26    | ES맴버의 필수품           | 34    | 지나간 일            |
| 03    | 사랑의 병               | 11    | 구조 조정                 | 19    | 버진 바이러스              | 27    | 서로 아는 정              | 35    | 숨은 고양이          |
| 04    | E 이동                  | 12    | 이상과 현실               | 20    | 안오과 에이오              | 28    | 성에 사는 왕              | 36    | 변함없는물건         |
| IM01  | 트위드루디와 트위드루담 | IM03  | GOTT 최강의 두 사람       | IM05  | 기억                       | IM07  | 과거의 인연 · 미래의 약속 | IM09  | ES멤버               |
| 05    | 남매와 파트너           | IM3.5 | GOTT 진정 최강의 두 사람? | 21    | 13 번째 ES 멤버            | IM7.5 | 반복, 역사                | 37    | 기사라는 이름의 남자 |
| 06    | 남매와 연인             | 13    | 르노,류미                 | 22    | EF 멤버 방법               | 29    | 달콤한 향기, 쓴 말        | 38    | 그녀의 이름 캐쉬     |
| 07    | 친구 비서               | 14    | 데크&시니                 | 23    | 비밀이라는 이름의 비즈니스 | 30    | 달콤한 크림 색            | 39    | 강속구               |
| 08    | 여성 이클립스           | 15    | 시자리오& 바이올라        | 24    | 목숨을 건 도박             | 31    | 고기 파이와 체리 파이     | 40    | 즐거운이야기         |
| IM02  | 아르브와 도베르그       | 16    | 침묵은 금/주장은 은       | IM06  | 손상가는 것                | 32    | 두 사람의 환상            | IM10  | 리키와보니타         |
| -     | -                       | IM04  | 오후에 마시는 차          | -     | -                          | IM08  | 대 소멸                   | -     | -                    |

발매는 반프레스토 유통은 무빅가 담당했다.
- Kiddy Grade SOUND Layer Vol.1 상품 번호 KIDD-0001, 2002년 12월 27일 발매, 5000 엔 (세금 별도)
- Kiddy Grade SOUND Layer Vol.2 상품 번호 KIDD-0002, 2003년 1월 25일 발매, 5000 엔 (세금 별도)
- Kiddy Grade SOUND Layer Vol.3 상품 번호 KIDD-0003, 2003년 4월 26일 발매, 5000 엔 (세금 별도)
- Kiddy Grade SOUND Layer Vol.4 상품 번호 KIDD-0004, 2003년 5월 17일 발매, 5000 엔 (세금 별도)
- Kiddy Grade SOUND Layer Vol.5 상품 번호 KIDD-0005, 2003년 6월 14일 발매, 5000 엔 (세금 별도)

#### 사운드 레이어 STAFF
- 원작 - gimik · GONZO
- 기획 - 다나카 히데토시
- 기획 협력 - 야스다 타케시
- 프로듀서 - 마츠 무라 히로시
- 제작 협력 - 시바타미쯔테루 (무빅)
- 구성 · 각본 - 키무라 히데 후미
- 음향 감독 - 츠루오카 요오타
- 제작 - 반프레스토
- 제작 협력 - GOTT
- 판매 협력 - 무빅
- 협력 - 고토 케이지, 카도노소노 메구미

## VHS · DVD · Blu-ray

#### 키디 그레이드 PV
TV 방송 전에 월간 뉴타입이나 월간에이스 넥스트 등에서 판매된 프로모션 DVD에서 5분 파일럿영상과 설정자료집을 수록. 특전으로서 프로모션 카드 3장이 포함되었다. 세금 포함 · 배송료 제외하면 1700엔(한정판). 2003년 2월 25일에는 일반판도 발매되었다. 세금 별도 1700엔. 발매원: 카도카와 서점, 곤조 디지메숀 홀딩. 키디 그레이드 PV의 파일럿 영상은 "키디 그레이드"Blu-ray BOX에수록되어있다.
- Kiddy Grade PV Eclair Version 레드판 뉴 타입 닷컴 한정 상품 번호 : KABD-282
- Kiddy Grade PV Lumiere Version 블루판 에이스 넥스트 한정 상품 번호 : KABD-283
- Kiddy Grade PV Eclair & Lumiere Version 블랙 에디션 월간 뉴 타입 한정 상품 번호 : KABD-284

#### TV 시리즈
DVD일반버전, DVD 한정판 "COLLECTOR 'S EDITION"· VHS 시리즈의 발매원은 카도카와 서점, IMAGICA 엔터테인먼트, 판매원은 아틀라스에서 DVD일반버전은 세금 별도 5800엔, 한정판은 세금별도 7800엔, VHS버전은 별도 6800엔에 판매되고 있으며, 2화 에피소드식 총 DVD12장이다. 한정판 특전에는 콘티나 설정을 게재한 소책자 및 특전 소설이 수록되었고, VHS 버전, DVD일반판, DVD 한정판 모두 각 캐릭터 경고 메시지나 특전 응모권이 붙어 있다. 재킷은 카도노소노 메구미가 담당, 한정판은 키무라 히데 후미가 신작의 일러스트가 그려져 있다.
- Kiddy Grade 키디 그레이드 Case.1 (2003년 2월 25일 발매, 상품 번호 : 한정판 KABD-531, 통상 판은 KABD-285)
- Kiddy Grade 키디 그레이드 Case.2 (2003년 3월 25일 발매, 상품 번호 : 한정판 KABD-532, 통상 판은 KABD-286)
- Kiddy Grade 키디 그레이드 Case.3 (2003년 4월 25일 발매, 상품 번호 : 한정판 KABD-533, 통상 판은 KABD-287)
- Kiddy Grade 키디 그레이드 Case.4 (2003년 5월 22일 발매, 상품 번호 : 한정판 KABD-534, 통상 판은 KABD-288)
- Kiddy Grade 키디 그레이드 Case.5 (2003년 6월 26일 발매, 상품 번호 : 한정판 KABD-535, 통상 판은 KABD-289)
- Kiddy Grade 키디 그레이드 Case.6 (2003년 7월 24일 발매, 상품 번호 : 한정판 KABD-536, 통상 판은 KABD-290)
- Kiddy Grade 키디 그레이드 Case.7 (2003년 8월 28일 발매, 상품 번호 : 한정판 KABD-537, 통상 판은 KABD-291)
- Kiddy Grade 키디 그레이드 Case.8 (2003년 9월 25일 발매, 상품 번호 : 한정판 KABD-538, 통상 판은 KABD-292)
- Kiddy Grade 키디 그레이드 Case.9 (2003년 10월 23일 발매, 상품 번호 : 한정판 KABD-539, 통상 판은 KABD-293)
- Kiddy Grade 키디 그레이드 Case.10 (2003년 11월 27일 발매, 상품 번호 : 한정판 KABD-540, 통상 판은 KABD-294)
- Kiddy Grade 키디 그레이드 Case.11 (2003년 12월 25일 발매, 상품 번호 : 한정판 KABD-541, 통상 판은 KABD-295)
- Kiddy Grade 키디 그레이드 Case.12 (2004년 1월 29일 발매, 상품 번호 : 한정판 KABD-542, 통상 판은 KABD-296)

##### DVD-BOX · Blu-ray Box
2008년 5월 23일 TV 애니메이션 1화부터 12화까지 수록된 DVDBOX1가 발매되었으며, 2008년 6월 27일 TV 애니메이션 13화에서 24화까지 수록된 DVDBOX2가 발매되었다. 제작사는 카도카와 서점, 유통사는 카도카와 엔터테인먼트에서 초회 한정 생산으로 생산되었다. 특전DVD내용은 감독의 고토 케이지 인터뷰, 각 BOX 특전으로서 BOX1에는 이클립스 편, BOX2는 슈발리에 편등 신규 녹음의 사운드 레이어가 수록됐다. 재킷은 카도노소노 메구미 에미 신작 일러스트. 가격은 각 19,950엔 (세금 포함)이다.
- 키디 그레이드 DVD-BOX 1 (2008년 5월 23일 발매, 부품 KABA-4601)
- 키디 그레이드 DVD-BOX 2 (2008년 6월 27일 발매, 부품 KABA-4602)

2009년 11월 27일에는 Blu-ray BOX가 발매되어 반프레스토에서 발매된 사운드 레이어 나 캐릭터 경고 메시지 버전, 애니메이션 잡지 등에 게재된 저작권 그림 갤러리, 파일럿 영상이 특전 디스크에 수록되어있다. 또한 특전으로서, 키무라 히데 후미 신작 소설도 수록되어 있다. 쟈켓 일러스트는 고토 케이지가 그렸다. 가격은 37,800 엔 (세금 포함). 제작사는 카도카와 서점, 유통사는 카도카와 엔터테인먼트이다.
- TV 애니메이션 "키디 그레이드"Blu-ray EDITION (2009년 11월 27일 발매, 부품 KAXA-1400)

#### 극장판
DVD 총 3장, 가격은 각 세금 포함으로 6300 엔, 제작사는 카도카와 서점, 유통사는 카도카와 엔터테인먼트이다. 각 DVD당 8페이지의 소책자가 제공된다. 영상 특전으로 DVD 1부에는 상영 이벤트에서 열린 라이브 레이어 (미니 드라마), DVD 2부에는 첫날 무대인사 영상, DVD 3부에는 감독 인터뷰 영상이 수록되어있다.
- 키디 그레이드 극장판 제 부 - 점화 - (각성편) (2007년 7월 27일 발매, 부품 KABA-3101)
- 키디 그레이드 극장판 두 번째 부분 - 대혼란편 - (범람 편) (2007년 9월 28일 발매, 부품 KABA-3102)
- 키디 그레이드 극장판 제 3 부 - 진실의 새벽 - (여명 편) (2007년 12월 21일 발매, 부품 KABA-3103)

2009년 12월 25일에는 위 3부작을 정리한 Blu-ray BOX가 발매되어 극장판 DVD의 영상 특전은 Blu-rayBox 판에 모두 수록되며, 신규 영상특전으로서 키디 그레이드 2 파일럿 영상과 일러스트 갤러리가 수록되어있다. 가격은 22,050 엔 (세금 포함)으로 제작사는 카도카와 서점, 유통사는 카도카와 엔터테인먼트이다.
- 극장판 "키디 그레이드"Blu-ray EDITION (2009년 12월 25일 발매, 부품 KAXA-1500)